# بيل غوليك
بيل غوليك (بالإنجليزية: Bill Gulick)‏ (22 فبراير 1916، كانساس سيتي في الولايات المتحدة - 25 أكتوبر 2013، والا والا في الولايات المتحدة)؛ مؤرخ وروائي أمريكي.

## روابط خارجية
- بيل غوليك على موقع IMDb (الإنجليزية)
- بيل غوليك على موقع قاعدة بيانات الفيلم (الإنجليزية)